# 仮面の忍者 花丸
『仮面の忍者 花丸』（かめんのにんじゃ はなまる）は、1990年3月16日にカプコンが発売したファミリーコンピュータ用コンピュータゲームである。北米では、ドミノピザのマスコットキャラクター・The Noidに差し替えたうえで、『Yo! Noid』として発売された。

## ゲーム内容
プレイヤーは花丸を操作して、全14ステージを攻略していく。操作方法はAボタンでジャンプ、Bボタンで鷹丸で攻撃。空中ステージやスケボーステージでは攻撃できない（ただし、スケボーでは、鷹丸による攻撃はできないが、ジャンプしてスケボーの後輪を敵に当てることで攻撃はできる）。敵に接触したり、海や崖から落ちたり、タイムがゼロになるとミスとなり、3回ミスするとゲームオーバー。コンティニューでステージの最初からやり直せる。初期状態のコンティニュー数は3。コンティニュー数はボス戦や隠しステージなどで増やせる。
ステージ中の特定の場所でジャンプすると画面が切り替わり、隠しステージに入る。ここではもぐら叩きゲームが行われ、時間内に一定のポイントを獲得出来たらステージクリアとなり、コンティニュー数も1回増える。獲得できなかったら残機が1機減り、そのステージの最初に戻される。

### 術
術アイテムを取っていれば、十字キーの下+Bボタンで忍術を使用できる。忍術は4種類で、使用するには術ポイントが必要。
- 雷の術 - 術ポイントを10使用して、画面上全ての敵を全滅させる
- 地響の術 - 術ポイントを5使用して、地上にいる敵を全滅させる
- 火の鳥の術 - 術ポイントを2使用して、鷹丸を火の鳥に変化させ、敵を一撃で倒す
- 早駆の術 - 術ポイントを5使用して、移動速度やジャンプ力が10秒間上がる

### アイテム
ステージで出る。ミスした場合そのステージで取ったアイテムは無くなるが、2倍・3倍カードは引き継がれる。
- 巻物（小） - 術ポイントが1増える
- 巻物（大） - 術ポイントが5増え、取る前に鷹丸で攻撃すると巻物が開き、術アイテムに変化する
- 1up - 残機が1機増える
- 風車 - 一定時間無敵となり、足も速くなる（形が同社の『バルガス』や『ロックマン』に登場する弥七に似ている）

ボス戦時に使用
- 2倍カード - カードの数字を2倍にする
- 3倍カード - カードの数字を3倍にする
- 防御カード - ボスの攻撃を防ぐ
- ライフ回復カード - ライフを5回復する

### ボス戦
奇数のステージと最終ステージにはボスがおり、ボス戦はカードバトルである。敵が出したカードより数字の多いカードを出し、数が多い方が数字の差分だけダメージを与えられる。同じ数字は引き分け。相手のライフをゼロにするか、カードが無くなった時点でライフが多ければ勝ち。花丸のライフがゼロになったり、制限時間内にカードを決めないと残機が1減り、ステージの最初に戻される。勝ったときにライフが満タンだと、コンティニュー数が1増える。

### 北米版での違い
- キャラクターがアメリカのドミノピザのマスコットであった「The Noid」に変更されており、攻撃方法もヨーヨーに変更されている。
- ボスバトル、クリア時の他、一部ステージのメロディーが変更されている。
- 最終ボスバトルはピザの大食いバトルに変更されている（日本版と内容は同じ）。
- 敵キャラクターや背景が一部変更されている。

## ストーリー
赤い仮面をつけた少年忍者・花丸は日々の鍛錬に励んでいた。ある日頭領に呼び出され、「遊びの島」という大レジャーランドで子供が次々と行方不明になっている事件の解決を命じられた。どうやら子供たちは何者かにさらわれているらしく、犯人をおびき出すには子供の忍者である花丸が適任とされたのだ。ロボット鷹の鷹丸と共に島に上陸した花丸に、怪しげな連中が襲い掛かってきた。

## 登場キャラクター

### 主役
花丸
プレイヤーキャラクター。赤い仮面をつけた少年忍者。
鷹丸
花丸の相棒のロボット鷹。花丸の武器になったり、空中ステージでは花丸を掴んで飛ぶ。

### ボスキャラクター
ガマ童子 飛之助
ステージ1のボス。巨大なガマガエルに乗っている。
岩入道 ガン鉄
ステージ3のボス。その名のとおり、巨大な岩の巨人。
カマイタチ パンク郎
ステージ5のボス。モヒカンヘッドにカギ爪装備という風貌だが、戦闘でカギ爪は使わない。後に『ハテナ?の大冒険』にも登場。このボスのみ数字が6の手裏剣を所持している。
鬼子母神 ヤリ蔵
ステージ7のボス。槍を持った鬼のような格好をした忍者。使用するカードは高い数字のものが多い。
地獄花 姫ユリ
ステージ9のボス。セクシーな少女忍者。
ガチャ忍 ロボ十郎
ステージ11のボス。宇宙服のような風貌のロボット忍者。
不動児 ミカゲ
ステージ13のボス。隻眼の中年忍者。
ぼす
最終ステージ14のボス。ミカゲの色違い。

## トリビア
本作の発売とほぼ同時期の1990年3月にアーケードゲームでリリースされた『アドベンチャークイズ2 ハテナ?の大冒険』には、不動児 ミカゲ、ガマ童子 飛之助、カマイタチ パンク郎、主人公の花丸がラスボス前の対戦相手の敵キャラとしてゲスト出演している。 

## 評価
ゲーム誌『ファミコン通信』のクロスレビューでは合計24点（満40点）、『ファミリーコンピュータMagazine』の読者投票による「ゲーム通信簿」での評価は以下の通りとなっており、18.49点（満30点）となっている。
| 項目 | キャラクタ | 音楽 | 操作性 | 熱中度 | お買得度 | オリジナリティ | 総合  |
| 得点 | 3.60       | 3.01 | 3.06   | 2.96   | 2.91     | 2.95           | 18.49 |